# Partido Autonomista do Distrito Federal
O Partido Autonomista do Distrito Federal (PADF) foi um partido político brasileiro, do então Distrito Federal (1891–1960), criado pelo médico Pedro Ernesto, no início de 1933, com a tese de maior autonomia política do então Distrito Federal. Venceu no mesmo ano, as eleições para a Assembleia Nacional Constituinte de 1933 (elegendo 6 dos 10 constituintes do Distrito Federal), quando obteve da mesma a aprovação de suas teses. Era dirigido por um Comitê Central, e organizado em bairros. Tinha grande adesão popular, e foi montado com base na gestão de Ernesto na Interventoria do Distrito Federal. Tinha uma linha democrata e progressista, e era combatido por uma oposição conservadora do Partido Economista e do Partido Democrático, bem como pelos comunistas do PCB.
O PADF ainda disputou o pleito local de 1935, conseguindo eleger 18 das 20 cadeiras de vereador em disputa, elegendo, assim, por via indireta, como Prefeito do Distrito Federal seu líder, Pedro Ernesto, que posteriormente foi afastado em abril de 1936 pelo Presidente Getúlio Vargas, por sua suposta vinculação com a Aliança Nacional Libertadora (ANL), dissolvida após a intentona no ano anterior.  O golpe de 10 de  novembro de 1937, com a decretação do Estado Novo selou a dissolução de todos os partidos políticos do pais, incluindo-se o PADF.